# Felicitas Hadzik
Felicitas Hadzik (* 11. Mai 1988 in Bad Homburg vor der Höhe) ist eine deutsche Theaterschauspielerin, Theaterregisseurin und Sängerin.

## Ausbildung und Beruf
2007 erlangte Felicitas Hadzik an der Wilhelm-Knapp-Schule in Weilburg das Fachabitur im Bereich Wirtschaft. Bereits von 1996 bis 2004 hatte sie an der Royal Academy of Dance in Langenselbold und der Balletthochschule in Mannheim Ballettunterricht erhalten. An der Ilse-Glaser-Schule, einer staatlich anerkannten Berufsfachschule in Frankfurt am Main, wurde Hadzik von 2007 bis 2010 zur Tanz-, Sport- und Gymnastiklehrerin ausgebildet. Sie ließ ab 2011 eine Ausbildung zur Schauspielerin, Tänzerin und Sängerin an der Stage & Musical School Frankfurt folgen; noch vor dem Abschluss 2014 war sie als Tänzerin in Musicals zu sehen.
Nach Verlassen der Schauspielschule spielte sie ihre ersten Rollen und später auch Hauptrollen in Musicals. Nach ersten Choreografiearbeiten ab 2014 war sie von 2017 an in verschiedenen Musicalproduktionen für Regie und Choreografie verantwortlich; von 2018 an war sie auch in Theaterstücken Regisseurin. Ebenfalls 2018 wurde Hadzik Ensemblemitglied des Theaters Die Komödie und des Fritz Rémond Theaters in Frankfurt am Main. Mit Patricia Kain singt Felicitas Hadzik im Künstlerduo „Zweisamkeit“; ihr erstes Popmusik-Album erschien 2019. Die beiden verkörpern außerdem die weiblichen Hauptrollen Frida und Agnetha in der Dinner-Show ABBA at the castle.
Von 2014 bis 2017 lehrte sie an ihrer ehemaligen Schule, der Stage & Musical School Frankfurt, Musical Dance, Tap Dance und Bearbeitung von Bühnenprojekten; seit 2019 unterrichtet sie dort in Tanz, musikalischer Gestaltung und szenischer Gestaltung. Felicitas Hadzik lebt in Frankfurt am Main.

## Rollen, Choreografie und Regie
Rollen, eine Auswahl
- Staatstheater Mainz: My Fair Lady (Tänzerin), 2012
- Hessisches Staatstheater Wiesbaden: (Tänzerin) Die lustige Witwe, 2012–2014
- Stadttheater Lahnstein: 3 Musketiere (Cabaretsängerin), 2014
- Oper Frankfurt: L´Orontea (Tänzerin), 2014
- Stadttheater Lahnstein: Jekyll & Hyde (Lucy Harris), 2015–2016
- Burgspiele Lahnstein: Hello Dolly (Dolly Meyer), 2016
- Stadttheater Lahnstein: Frankie Boy (Juliet Prowse), 2016–2017
- Stadttheater Lahnstein: Schwester George muss sterben (Schwester George), 2016–2017
- Burgspiele Lahnstein: Don Camillo & Peppone (Gina), 2017
- Die Komödie, Frankfurt: Das Blaue vom Himmel (Soraya), 2018–2019
- Fritz Rémond Theater, Frankfurt: Paarungen (Garance), 2020[3]
- Komödie im Bayerischen Hof, München (Open Air): Das Blaue vom Himmel (Soraya), 2021[6]
- Theater an der Kö: Eine Mutter, zwei Töchter (Maria), 2022–
- Heidelberger Schloss: Abba at the Castle (Agnetha), 2022-[2]

In der Folge „Mumien. Ungelöste Fälle der Archäologie“ der ZDF-Serie Terra X spielte Hazik verschiedene Frauenrollen.
Choreografie und Regie, eine Auswahl
- Stadttheater Lahnstein: Winterzeit (Choreografie), 2014
- Burgspiele Lahnstein: Hello Dolly (Choreografie), 2016
- Boulevardtheater Deidesheim: Heiße Zeiten (Regie und Choreografie), 2017
- Boulevardtheater Deidesheim: Bleib doch zum Frühstück (Regie), 2018
- Rhein Neckar Theater, Mannheim: Gut gegen Nordwind (Regie), 2020
- Showtime Revue: Salty Sisters 2021-[2][7]

## Auszeichnung
- Jugend musiziert 1. Preis im Landeswettbewerb Hessen, 3. Preis im Bundeswettbewerb, 2005[2]